# 光延博愛
光延 博愛（みつのぶ ひろよし、1937年4月1日 - 没年不明）は、日本のアニメーション演出家、アニメーション監督、アニメーターである。土田プロダクションに所属していた。福岡県大牟田市出身。
妻はスタジオ雲雀会長である光延幸子、息子はスタジオ雲雀社長の光延青児。

## 来歴
子供の頃から好きな漫画のイラストを模写することが好きで、中学入学後に漫画雑誌への投稿を始める。本人は一度、雑誌『漫画少年』に自分の作品が載ったことがあると話している。
多摩美術大学を卒業後、1959年（昭和34年）に東映動画に入社。当時は特にCMに興味を持っていなかったが、「これからは宣伝の時代。宣伝界にしがみついていれば何とか食っていけそう」と自分なりに考えて望んで、退社してフリーになる1966年（昭和41年）までCM課に配属されて勤務。その中で、黄桜のCMで河童のキャラクターを描いた清水崑との出会いは後のアニメーター生活において大きな財産だったと話している。しかし公害が社会問題化した時代になり、時には公害を生み出すような企業のCMも作らなければいけない自分の仕事に辛さを感じるようになり、また他のこともやってみたい気持ちも大きくなって東映を退社。東映退社後の1966年、最初に『おそ松くん』の演出を手掛ける。

## 参加作品
- 1966年 おそ松くん（アニメ第1作）（演出）
- 1967年 かみなり坊やピッカリ・ビー（演出）
- 1973年 哀しみのベラドンナ（原画）
- 1975年 まんが日本昔ばなし（演出）
- 1976年 ハックルベリィの冒険（監督[注 1]）
- 1976年 ドカベン（絵コンテ・演出）
- 1980年 がんばれゴンベ（絵コンテ・演出）
- 1980年 おじゃまんが山田くん（チーフディレクター）
- 1980年 まんがことわざ事典（キャラクターデザイン）
- 1982年 一ッ星家のウルトラ婆さん（監修）
- 1982年 さすがの猿飛（絵コンテ）
- 1983年 キャプテン翼（チーフディレクター・絵コンテ）
- 1984年 あした天気になあれ（チーフディレクター）